# Degerfors (gemeente)
Degerfors is een Zweedse gemeente in de provincie Örebro län. Ze heeft een totale oppervlakte van 436,2 km² en telde 10.106 inwoners in 2004.

## Plaatsen
- Degerfors (plaats)
- Svartå
- Åtorp